# Fosco Giachetti
Fosco Giachetti (Sesto Fiorentino, 28 marzo 1900 – Roma, 22 dicembre 1974) è stato un attore italiano.
Vinse la Coppa Volpi come attore protagonista per la sua interpretazione in Bengasi.

## Biografia
Nacque da Alessandro e da Margherita Giachetti. Dopo l'esperienza nelle filodrammatiche toscane, il giovane Fosco fece il suo esordio in teatro con Ermete Zacconi e successivamente fece altre esperienze teatrali di rilievo recitando in importanti compagnie accanto a Margherita Bagni, Renzo Ricci, Tatiana Pavlova e Renato Cialente. Prese parte a una famosa edizione de La figlia di Jorio del 1935, accanto a Marta Abba.
Accostatosi al cinema, nel 1936 ottenne la piena affermazione con il ruolo da co-protagonista, accanto ad Antonio Centa, nel film Lo squadrone bianco, diretto da Augusto Genina. La recitazione asciutta e "virile", il volto severo e la voce grave fecero di Giachetti un divo del regime fascista - forse fu secondo al solo Amedeo Nazzari - che lo impiegò prevalentemente in soggetti a sfondo bellico come Tredici uomini e un cannone (1936), Sentinelle di bronzo (1937), Carmen fra i rossi (1939), L'assedio dell'Alcazar (1940) e Bengasi (1942), interpretazione, quest'ultima, che gli valse la Coppa Volpi per la migliore interpretazione maschile alla Mostra del cinema di Venezia.

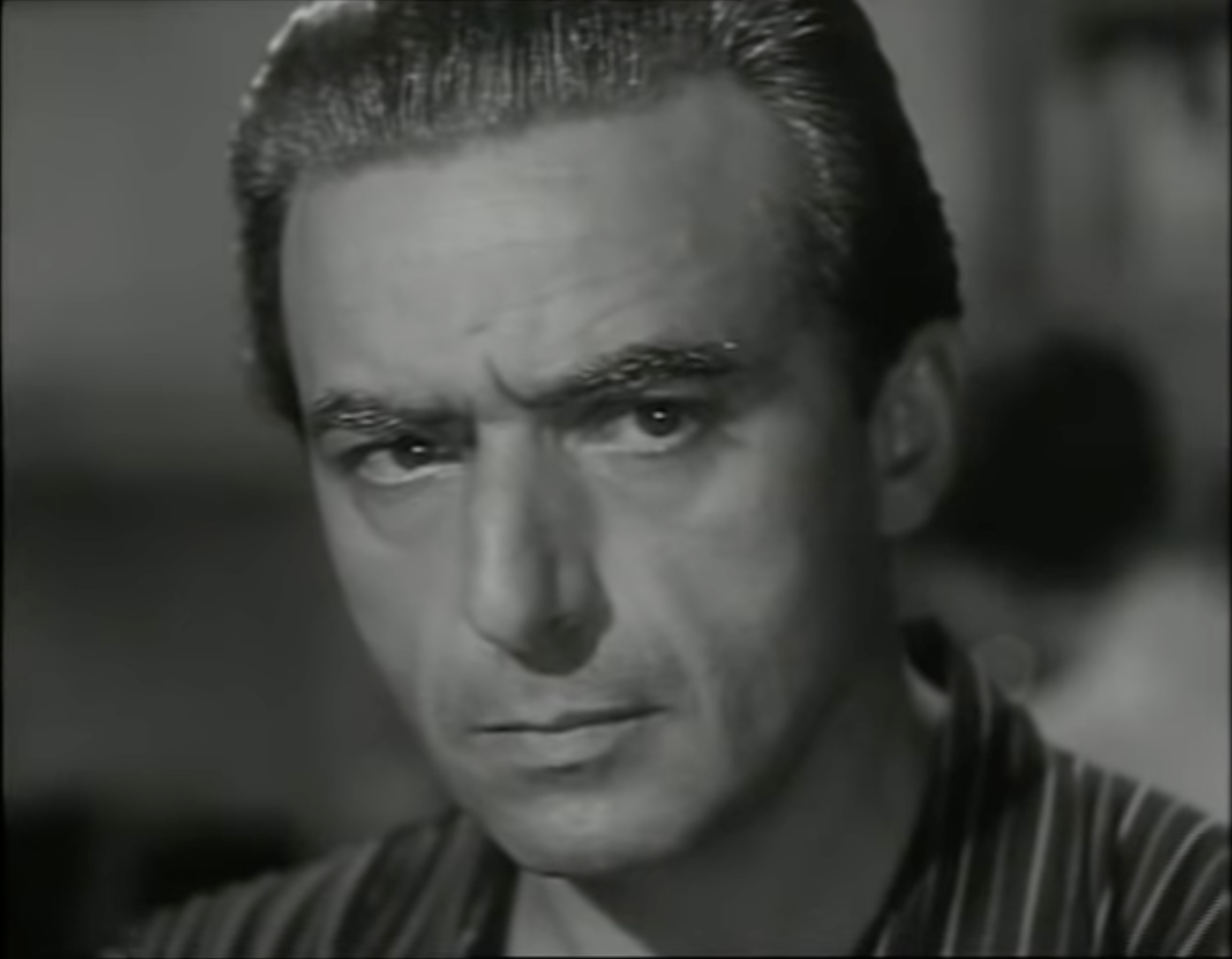
Fosco Giachetti in Fari nella nebbia (1942)

Di rilievo anche la partecipazione al dittico di Goffredo Alessandrini, Noi vivi e Addio Kira! (1942), originariamente realizzato come un unico film di propaganda ambientato in Unione Sovietica, che venne poi distribuito in due pellicole separate a causa dell'eccessiva lunghezza (4 ore).
Durante la guerra affrontò anche ruoli drammatici più sfumati, come in Luce nelle tenebre (1941) di Mario Mattoli, Un colpo di pistola (1942) di Renato Castellani, Fari nella nebbia (1942) di Gianni Franciolini e Una piccola moglie (1943) di Giorgio Bianchi, mantenendo una forte popolarità nonostante il suo ruolo di divo incominciasse a essere scalfito dalle giovani generazioni, che in quegli anni si affacciavano sullo schermo, come Massimo Girotti, Andrea Checchi, Massimo Serato e Roberto Villa.
Nel dopoguerra ritornò all'attività teatrale seppur continuando a interpretare alcuni film (memorabile la sua interpretazione del marito roso dalla gelosia in La vita ricomincia, in cui era affiancato da Alida Valli) che però lo videro sempre meno nei titoli di testa.
Proseguì la sua attività cinematografica durante tutti gli anni cinquanta e sessanta in ruoli minori, dove però impose ancora la sua figura inflessibile e orgogliosa. Ne Il mattatore (1959) di Dino Risi, fu accanto a Vittorio Gassman, Luigi Pavese e un giovanissimo Enzo Cerusico e impersonò il generale dell'aeronautica Mesci, protagonista, suo malgrado, di una truffa perpetrata da Gassman ai danni di Pavese che credeva di poter avere un grosso appalto da parte dell'Aeronautica Militare per la fornitura della pasta all'uovo all'arma. Diede la voce a Pietro Germi (nel ruolo di Stefano) nel film La viaccia (1961), diretto da Mauro Bolognini. Le sue ultime apparizioni cinematografiche risalgono agli anni settanta e tra esse spicca  Il conformista (1970) di Bernardo Bertolucci, dove impersonò il colonnello, figura in ironico contrasto con i personaggi tutti d'un pezzo interpretati da Giachetti nella sua lunga carriera.
Le sue pronipoti, le gemelle Alice e Matilde Giachetti, nate nel 2009, calcano anch'esse la scena come attrici nella fiction Tv di Rai 1 Ho sposato uno sbirro 2, proseguendo la tradizione del bisnonno.

## La televisione
Intensa fu sin dagli anni cinquanta la sua attività per la televisione, per la quale interpretò sceneggiati importanti come Il romanzo di un maestro (1959, regia di Mario Landi), Una tragedia americana (1962), di Anton Giulio Majano, Vita di Michelangelo, David Copperfield, Il conte di Montecristo, I promessi sposi, Le mie prigioni (1968), da Silvio Pellico, diretto da Sandro Bolchi).
Fu poi interprete di un altro importante sceneggiato per la tv dei ragazzi, I racconti del faro di Angelo D'Alessandro (1966) con un giovanissimo Roberto Chevalier, in cui interpretava il guardiano Libero che, con la ricetrasmittente del faro posizionato in un'isola deserta, dialogava con la terraferma aprendo le comunicazioni con la famosa frase Libero chiama radio costa, rispondete! Passo.
Nel 2003 a Sesto Fiorentino è stata aperta una galleria in suo onore, la Galleria Fosco Giachetti.

## Filmografia

Marie Glory e Fosco Giachetti in Napoli che non muore (1939)

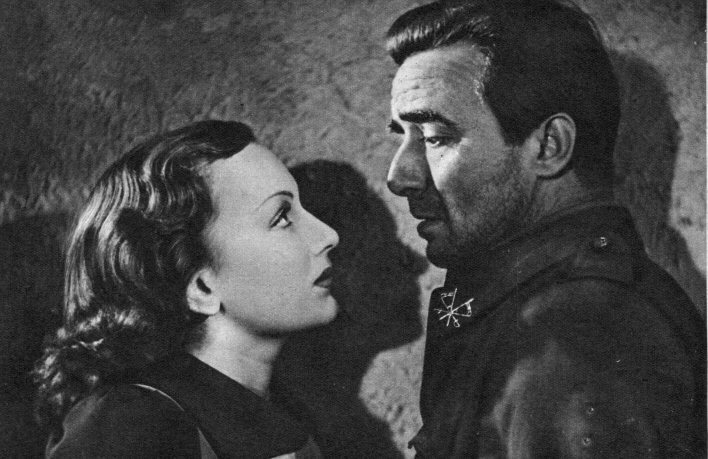
Mireille Balin e Fosco Giachetti in L'assedio dell'Alcazar (1940)

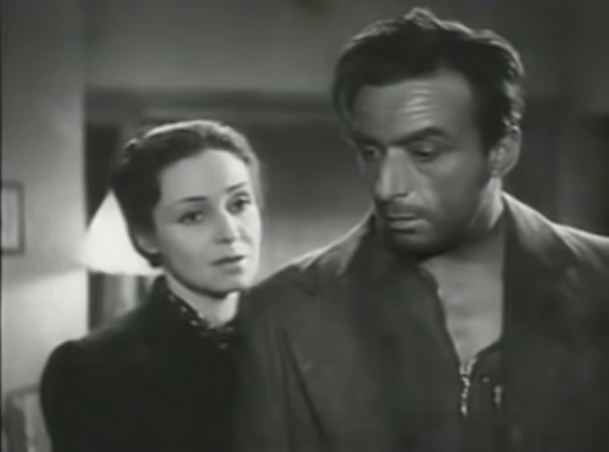
Maria Tasnady e Fosco Giachetti in Bengasi (1942)

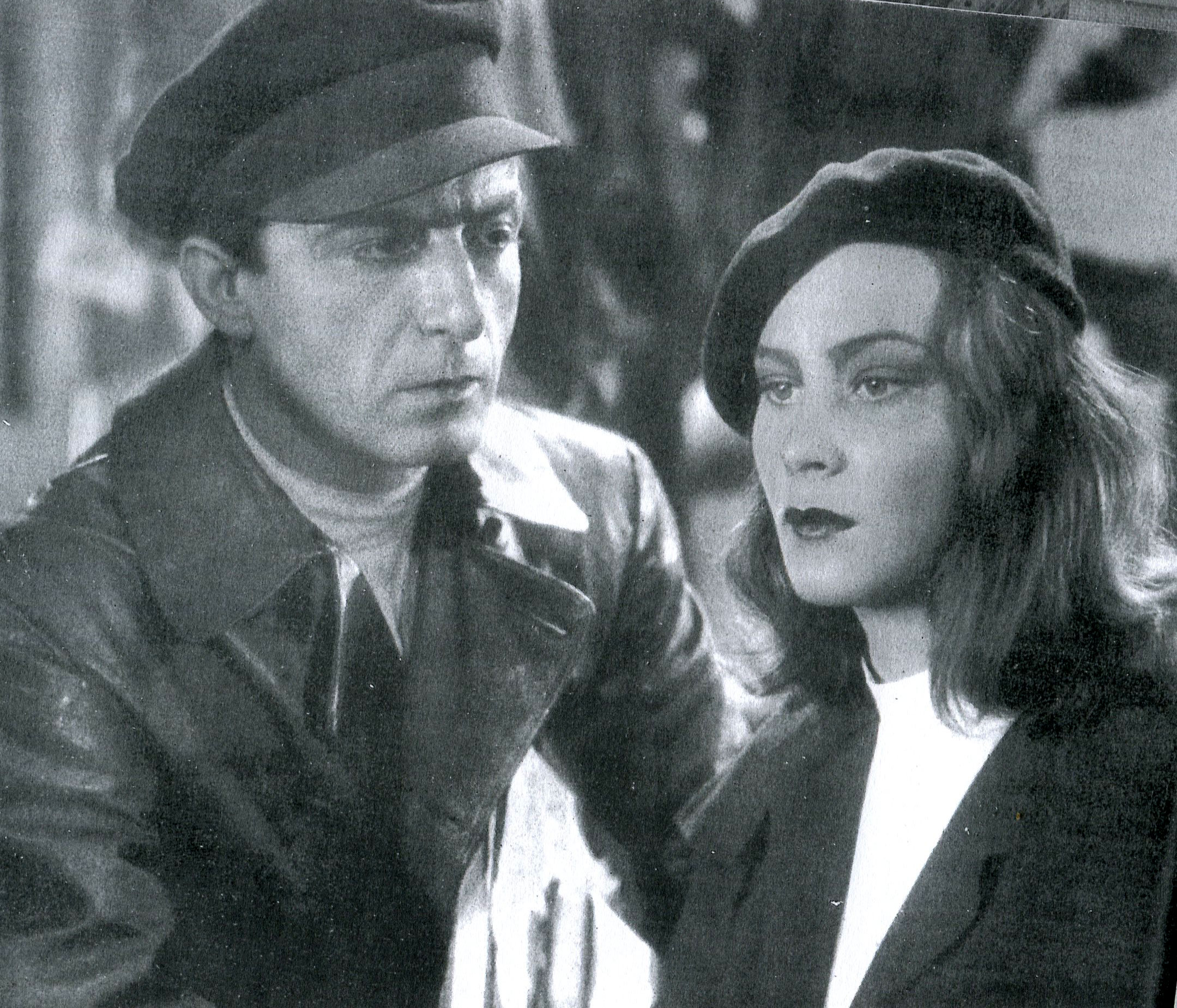
Fosco Giachetti e Alida Valli in Addio Kira! (1942)

- Il trattato scomparso,  regia di Mario Bonnard (1933)
- L'avvocato difensore, regia di Gero Zambuto (1934)
- Luci sommerse, regia di Adelqui Migliar (1934)
- Fiordalisi d'oro, regia di Giovacchino Forzano (1935)
- Amore, regia di Carlo Ludovico Bragaglia (1935)
- Cuor di vagabondo, regia di Jean Epstein (1936)
- Lo squadrone bianco, regia di Augusto Genina (1936)
- Tredici uomini e un cannone, regia di Giovacchino Forzano (1936)
- Scipione l'Africano, regia di Carmine Gallone (1937)
- Sentinelle di bronzo, regia di Romolo Marcellini (1937)
- Giuseppe Verdi, regia di Carmine Gallone (1938)
- La signora di Montecarlo - versione italiana, regia di Mario Soldati (1938)
- L'ultima nemica, regia di Umberto Barbaro (1938)
- Carmen fra i rossi, regia di Edgard Neville (1939)
- Napoli che non muore, regia di Amleto Palermi (1939)
- Orgoglio, regia di Marco Elter (1939)
- Senza cielo, regia di Alfredo Guarini (1940)
- L'amante segreta, regia di Carmine Gallone (1940)
- L'assedio dell'Alcazar, regia di Augusto Genina (1940)
- La peccatrice, regia di Amleto Palermi (1940)
- Nozze di sangue, regia di Goffredo Alessandrini (1941)
- La figlia del Corsaro Verde, regia di Enrico Guazzoni (1941)
- Fari nella nebbia, regia di Gianni Franciolini (1941)
- Ridi pagliaccio, regia di Camillo Mastrocinque (1941)
- Luce nelle tenebre, regia di Mario Mattoli (1941)
- Inferno giallo, regia di Géza von Radványi (1942)
- Bengasi, regia di Augusto Genina (1942)
- Noi vivi, regia di Goffredo Alessandrini (1942)
- Addio Kira!, regia di Goffredo Alessandrini (1942)
- Un colpo di pistola, regia di Renato Castellani (1942)
- Labbra serrate, regia di Mario Mattoli (1942)
- Una piccola moglie, regia di Giorgio Bianchi (1943)
- La statua vivente, regia di Camillo Mastrocinque (1943)
- L'abito nero da sposa, regia di Luigi Zampa (1945)
- La vita ricomincia, regia di Mario Mattoli (1945)
- Il sole di Montecassino, regia di Giuseppe Maria Scotese (1945)
- Addio, mia bella Napoli!, regia di Mario Bonnard (1946)
- Notte di tempesta, regia di Gianni Franciolini (1946)
- L'altra, regia di Carlo Ludovico Bragaglia (1947)
- I fratelli Karamazoff, regia di Giacomo Gentilomo (1947)
- Gli uomini sono nemici, regia di Ettore Giannini (1948)
- Voragine, regia di Edgar Neville (1948)
- I maledetti, (Les maudits) regia di René Clément (1948)
- Vento d'Africa, regia di Anton Giulio Majano (1949)
- Una lettera all'alba, regia di Giorgio Bianchi (1949)
- Romanticismo, regia di Clemente Fracassi (1951)
- Quattro rose rosse, regia di Nunzio Malasomma (1951)
- I falsari, regia di Franco Rossi (1951)
- Il terrore dell'Andalusia, regia di Ladislao Vajda (1953)
- Casa Ricordi, regia di Carmine Gallone (1954)
- Era di venerdì 17, regia di Mario Soldati (1957)

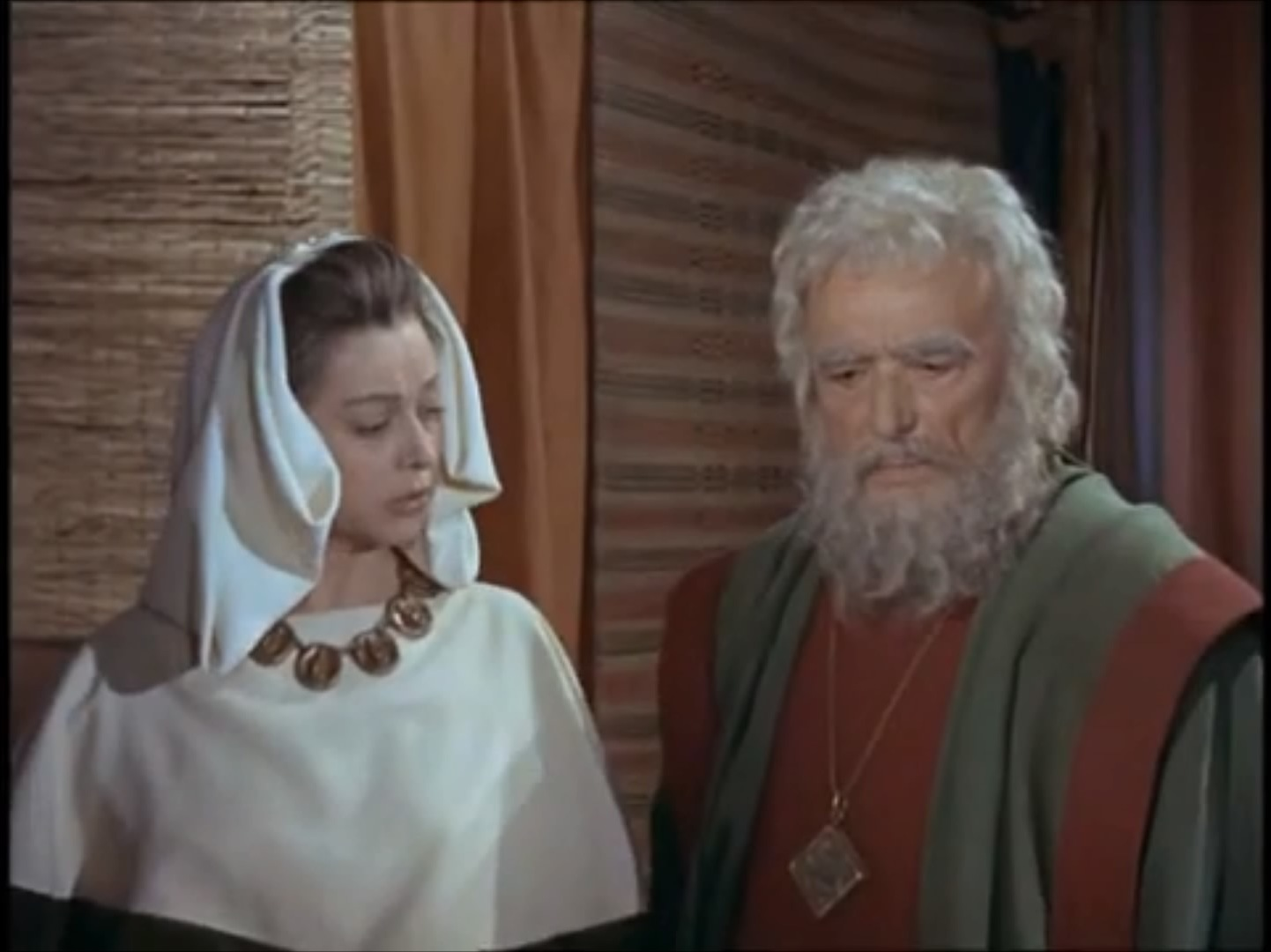
Luisa Della Noce e Fosco Giachetti ne I patriarchi (1964)

- Il conquistatore d'Oriente, regia di Tanio Boccia (1960)
- La notte dell'innominato, regia di Luigi Latini De Marchi (1962)
- La monaca di Monza, regia di Carmine Gallone (1962)
- L'ira di Achille, regia di Marino Girolami (1962)
- Taras Bulba il cosacco, regia di Ferdinando Baldi (1963)
- Giacobbe, l'uomo che lottò con Dio, regia di Marcello Baldi (1963)
- I patriarchi, regia di Marcello Baldi (1964)
- Dossier 107, mitra e diamanti, regia di Rafael Gil (1965)
- Il conformista, regia di Bernardo Bertolucci (1970)
- Scipione detto anche l'Africano, regia di Luigi Magni (1971)
- L'erede (L'Héritier), regia di Philippe Labro (1973)

## Televisione

### Prosa
- Il processo di Mary Dougan, di Bayard Veiller, regia di Claudio Fino, trasmessa il 26 novembre 1954.
- La slitta d'oro, di Leonid Maksimovič Leonov, con Fosco Giachetti, Otello Toso, Evi Maltagliati, Adriana Vianello, Glauco Onorato, Camillo Pilotto, Augusto Mastrantoni, Cesarina Gheraldi, Renato De Carmine, regia di Silverio Blasi, trasmessa il 27 maggio 1963.
- Nozze di sangue di García Lorca, regia di Vittorio Cottafavi (1963)
- L'anitra selvatica di Henrik Ibsen, regia di Ottavio Spadaro, 20 maggio 1970.

### Sceneggiati
- La pelle degli altri di Arthur Miller e Romildo Craveri, regia di Mario Landi, trasmesso il 20 novembre 1959.
- Ragazza mia di William Saroyan, adattamento di Anna Maria Romagnoli, regia di Mario Landi, trasmessa in 4 puntate dal 20 marzo al 10 aprile 1960.
- Graziella di Alphonse de Lamartine, adattamento di Alfio Valdarnini, regia di Mario Ferrero, trasmessa in 4 puntate dall'11 giugno al 2 luglio 1961.
- Una tragedia americana di Theodore Dreiser, regia di Anton Giulio Majano, trasmessa in 7 puntate dall'11 novembre al 23 dicembre 1962.
- Nozze di sangue di Federico García Lorca, regia di Vittorio Cottafavi, trasmessa il 3 maggio 1963.
- La cittadella 1964.
- I miserabili di Victor Hugo, regia di Sandro Bolchi, trasmessa in 10 puntate dal 5 aprile al 7 maggio 1964.
- Vita di Michelangelo di Giorgio Prosperi, regia di Silverio Blasi, trasmessa in 3 puntate dal 13 al 20 dicembre 1964.
- David Copperfield di Charles Dickens, regia di Anton Giulio Majano, trasmessa in 8 puntate dal 26 dicembre 1965 al 13 febbraio 1966.
- Madame Curie, regia di Guglielmo Morandi (1966)
- Quinta colonna, regia di Vittorio Cottafavi, 4 puntate, dal 25 settembre al 16 ottobre 1966.
- Il conte di Montecristo di Alexandre Dumas, regia di Edmo Fenoglio, trasmessa in 8 puntate dal 6 novembre al 23 dicembre 1966.
- Processo a Gesù. Di Diego Fabbri. 1967
- I promessi sposi di Alessandro Manzoni, regia di Sandro Bolchi, trasmessa nel 1967.
- I racconti del faro, regia di Angelo D'Alessandro, trasmessa in 4 puntate nel 1967.
- Ricorda con rabbia, regia di Mario Missiroli
- Le terre del Sacramento di Francesco Jovine, regia di Silverio Blasi, trasmessa in 5 puntate dal 23 agosto al 20 settembre 1970.

## Riconoscimenti
- Festival del cinema di Venezia
  - 1942 – Coppa Volpi per la migliore interpretazione maschile per Bengasi